# Ingjald
Ingjaldr, Ingjaldr hinn illráði (in norreno occidentale: "Ingjald il Malgovernante") o Ingjald illråde (svedese: "Ingjald il Malconsigliante"), (... – Uppland, VII secolo), è stato un re semi-leggendario dei Sueoni della casata dei Yngling, di Uppsala.

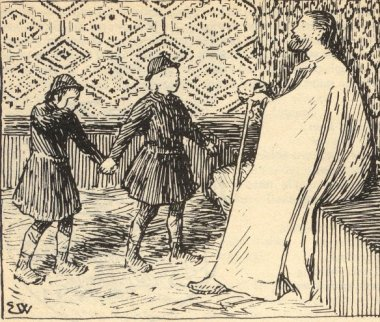
Ingjald (fanciullo) al cospetto di Svipdag
Illustrazione di Erik Werenskiold

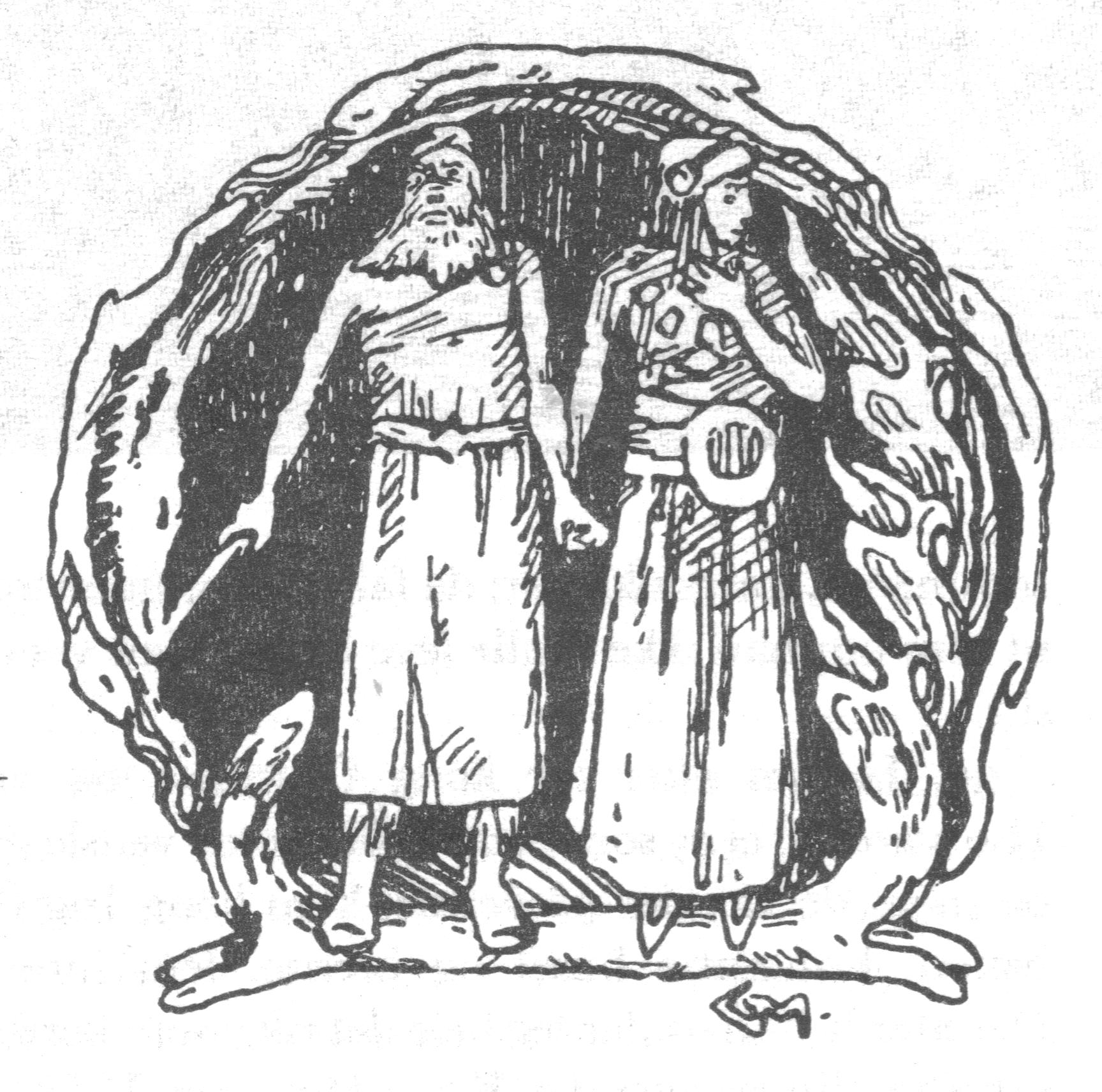
Ingjald e sua figlia Åsa
Illustrazione di Gerhard Munthe

Figlio di re Anund, è menzionato in diverse saghe norrene, nella maggioranza delle quali descrivono gli inganni che tese per eliminare altri re della Svezia, o della sua sconfitta ad opera di Ivar Vidfamne.

## Ynglinga saga

### Giovinezza
Nell'Ynglinga saga, parte dell'Heimskringla, Snorri Sturluson dedicò ampio spazio ad Ingjald. Egli riporta che suo padre Anund aveva molti regni vassalli sparsi per la Svezia. Il Fjädrundaland, provincia dell'Uppland era governato da un re vassallo, Ingvar, il quale aveva due figli, Álfr e Agnar, il primo della stessa età di Ingjald. Il Tiundaland, invece era governato dal re vassallo Svipdag il Cieco. La assemblea di governo di tutti gli svedesi, lo Svía Thing, e la solenne cerimonia del solstizio d'inverno, la Yule, erano tenuti al Tempio di Uppsala.
In occasione di un solstizio d'inverno, quando Ingjald e Álfr avevano sei anni, molte persone si recarono ad Uppsala per i sacrifici.
Álfr e Ingjald si intrattennero divertendosi, finché passarono a giochi di guerra, coi quali Ingjald scoprì che era più debole [cosa strana perché le persone col nome Ingjald erano ritenute più forti della media]. Fu così canzonato che quasi iniziò a piangere. Suo fratello "adottivo" Gautvid lo portò a suo padre "adottivo" Svipdag il Cieco e raccontò della mancanza di forza e mascolinità di Ingjald. Svipdag disse che era un'infamia e il giorno seguente gli diede un cuore arrosto di lupo da mangiare. Da quel giorno Ingjald divenne la persona più feroce e col peggior temperamento possibile.
Re Anund combinò un matrimonio per suo figlio Ingjald con Gauthild di Västergötland, figlia del re dei Geati Algaut, nipote di Gautrekr il Mite, pronipote di Gautr. Gautrekr acconsentì pensando che Ingjald avesse ereditato il carattere di suo padre. Il nonno materno di Gauthild era Olof il Lungavista, re di Närke.

### L'inganno
Snorri Sturluson riporta che quando suo padre morì, Ingjald divenne re della Svezia. I re di Uppsala erano considerati i primi fra i re nelle varie province svedesi fin da quando Odino governò il paese, nonché erano i capi supremi fin dalla morte di Agne, quando la Svezia fu divisa tra Alrekr e Eiríkr. I discendenti di questi due re si erano diffusi e si erano stabiliti su nuovi territori, sicché c'erano diversi regni minori.
In onore alla sua ascesa al trono, Ingjald invitò tutti i re, i jarls e altre personalità importanti per un grande Symbel in una sala dell'idromele appena costruita, larga e sontuosa quanto quella ad Uppsala. Fu chiamata la Sala dei sette re e aveva sette troni. Venne il re dei Geati Algaut, re Ingvar di Fjädrundaland e i suoi due figli Agnar and Alfr, re Sporsnjall di Närke e re Sigvat di Attundaland. Non venne re Granmar di Södermanland. I re sedettero tutti i sette troni tranne uno. Tutte le personalità preminenti della Svezia ebbero a sedere, eccetto quelli della corte di Ingjald che spedì invece alla vecchia sala ad Uppsala.
Era costume di quei tempi che, alla festa funeraria per re o jarl, il suo erede rimanesse sul gradino di fronte al trono finché il corno potorio scelto come bragarfull [=calice del giuramento] non veniva portato dentro; poi si sarebbe alzato e, di fronte al bragarfull, avrebbe fatto un giuramento solenne, per poi berne il contenuto. Al che si poteva sedere sul trono del padre ed entrare in pieno possesso dell'eredità dopo di lui. Così fu fatto in tale occasione. Quando fu l'ora del bragarfull, Ingjaldr si mise in piedi, accettò il largo corno potorio e fece il voto solenne di allagare il suo regno della metà verso tutte le quattro direzioni degli angoli della Terra, che indicò col suo corno, o morire nel tentativo, e poi bevve il contenuto del corno.
Quando tutti prominenti ospiti erano ubriachi, ordinò ai figli di Svipdag, Gautvidr e Hylvidr, di armarsi e lasciare l'edificio con i loro uomini.
Fuori fu appiccato fuoco all'edificio che rovinò bruciando e furono uccisi quelli che tentarono di fuggire.
Sicché Ingjald rese se stesso l'unico dominatore delle terre dei re assassinati.

### Guerre
Granmar si guadagnò l'alleanza del re del mare Hjörvard di Ylfing e di suo suocero il re dei Geati Högne dell'est-Götaland. 
Essi resistettero con successo all'invasione Ingjald, durante il quale si rese conto che gli uomini delle province che aveva conquistato non erano a lui fedeli. Dopo un lungo stallo vi fu un accordo di pace "finché i tre re rimanevano in vita". Tuttavia, una notte, Ingjald con i suoi uomini circondò una fattoria dove Granmar e Hjorvard erano a una festa e bruciò l'edificio.
Snorri Sturluson racconta che successivamente Ingjald continuò a sbarrarsi degli ulteriori avversari con ogni mezzo, quindi si diffuse il detto che Ingjald avesse ucciso dodici re con l'inganno, sempre affermando che lui desiderava solamente pace, ed era detto illraade ("il mal consigliante").

### Caduta
Ingjald ebbe un figlio, Óláfr trételgja, e una figlia, Åsa, che ereditò la stessa disposizione del padre.
Andò in sposa a re Guðröðr di Scania, che riuscì a spingerlo a uccidere suo fratello, Halfdan il Valoroso, per poi, dopo averlo fatto uccidere, si rifugiò dal padre Ingjald.
Così anche Åsa si guadagnò il soprannome di illraade.
Allo scopo di vendicarsi del padre, Ivar Vidfamne riunì rapidamente un esercito e partì per la Svezia, dove sorprese Ingjald a Ræning (Uppland), durante i festeggiamenti per il ritorno della figlia.
Quando Ingjald e sua figlia si resero conto che era inutile resistere, appiccarono fuoco all'edificio dei festeggiamenti e morirono tra le fiamme.

## Ynglingatal
È interessante notare che la citazione di re Ingjald nell'Ynglingatal pare non descriverlo come una figura negativa, ma piuttosto dalla vita fiera, coraggiosa (frœknu fjörvi):
ífjörvan trað

reyks rösuðr

á Ræningi,

þás húsþjófr

hyrjar leistum

goðkynning

í gögnum sté.

Ok sá urðr

allri þjóðu

sanngörvastr

með Svíum þótti,

es hann sjalfr

sínu fjörvi

frœknu fyrstr

of fara skyldi.»
vivo, fu sopraffatto

da colui che fa correre il fumo[Ívarr Vidfamne]

a Ræning,

dove il ladro della casa[fuoco]

attraverso il suo modo

agli dèi portò

a piedi scalzi.

E la morte era

ritenuta da tutti

tra gli Sueoni

la più adatta,

che egli possa essere

lui stesso il primo

a finire

la sua vita coraggiosa.»
(Ynglingatal, Stanze XXVII e XXVIII )
Nel testo vi sono due kennings che si riferiscono al fuoco, reyks rƒsuðr ("chi fa correre il fumo"), quindi richiamando a colui che appicca fuoco (re Ívarr Vidfamne, grande conquistatore), ed húsþjófr ("il ladro della casa"), in questo caso la sala dell'idromele dei festeggiamenti.
Per a piedi scalzi si intende non armati, senza combattere.

## Historia Norwegiae
L'Historia Norwegiæ presenta un breve sunto della versione dell'Ynglingatal:
(Historia Norvegiæ)

## Gesta Danorum
Saxo Grammaticus nel Gesta Danorum (Libro VII) attribuisce un ulteriore figlio a Ingjald, Sigurðr Hringr, avuto violentando la sorella del re danese Harald Hildetand, ma quest'ultimo non se ne curò per preservare l'amicizia con Ingjald.
Sigurðr Hringr, capostipite della dinastia di Munsö, combatté nella Battaglia del Brávellir e divenne anche re di Danimarca. Poi Saxo descrive i diversi re vassalli e le loro avventure. Nel Libro 9 torna a Sigurðr Hringr definendolo Siwardus cognomento Ring ("di cognome Ring") e definendolo padre di Ragnarr Loðbrók.
Quindi, attribuendo la paternità di Sigurðr Hringr ad Ingjald, Saxo rende la dinastia di Munsö un ramo di quella dei Yngling, facendo così discendere i successivi re danesi direttamente dal dio Freyr.
Ci sarebbe da far notare che Saxo era al servizio proprio dei re della dinastia di Munsö, sebbene la Danimarca era stata cristianizzata fin dai tempi di re Aroldo I e conseguentemente l'interesse ad avocarsi simili antenati era decisamente calato.

## Altre opere

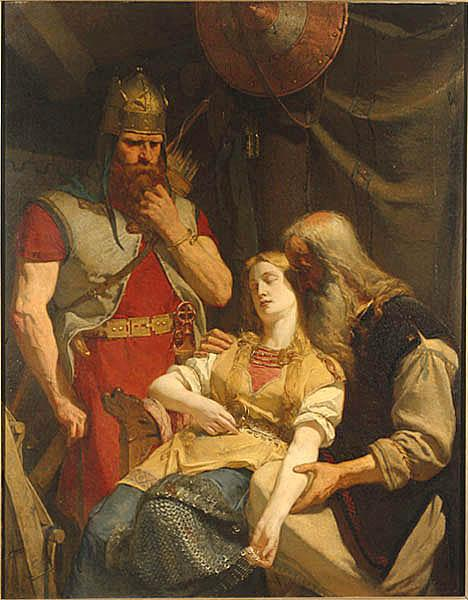
Orvar Odd informa Ingeborg della morte di Hjalmar, di August Malmström (1859).

Re Ingjald è anche uno dei protagonisti minori della Saga di Oddr l'arciere, sebbene non si faccia cenno delle sue battaglie con gli altri re svedesi o con Ivar Vidfamne; in essa gli si attribuisce un'ulteriore figlia, Ingeborg.
È citato anche in altre fonti primarie come le Hversu Noregr byggðist, Hervarar saga, Af Upplendinga konungum, Þorsteins saga Víkingssonar, Íslendingabók.